# Állati Zenés ABC
Az Állati Zenés ABC Bíró Eszter színész, énekes 2013-ban létrehozott, gyerekeknek szóló projektje, amely 2 képeskönyv (Állati Zenés ABC 1. és 2.) és 2 nagylemez (46 dallal), poszter, és egyben színpadi produkció is. Az Állati Zenés ABC 2014-ben elnyerte az év gyermekalbuma címet, és Fonogram – Magyar Zenei Díjat kapott. A könyv és a lemez 1. része 2015 júniusában új köntösben ismét megjelent az Alexandra Kiadó gondozásában. A zenéket Födő Sándor (Fodo), a dalszövegeket Hegyi György szerezte, és az új illusztrációkat Bakos Barbara készítette.

## Eredményei
A megjelenés heteiben a Mahasz eladási lista 13. helyén szerepelt. Az Állati Zenés ABC 2014-ben az év gyermekalbuma lett, és Fonogram Magyar Zenei Díjat kapott.

## Méltatás
„Bíró Eszter és művésztársai fergeteges produkciója, az Állati Zenés ABC, amely könyvben, lemezen, színpadon is gyerekek, szülők és nagyszülők ezreit hódította meg az utóbbi években. (…) A húsz esztendeje művészpályán suhanó, de a kifáradás, a fásultság legkisebb jelét sem mutató művésznő úgy lett időközben New Yorkot és Washingtont is meghódító világsztár, hogy közben újra és újra hazai vizeken köt ki, s olyan feladatokat vállal, amelyek elsősorban az itthoniak örömére, épülésére szolgálnak. Állati Zenés ABC-je, amelyben Födő Sándor zeneszerző, Hegyi György dalszövegíró és Bakos Barbara illusztrátor a vele egyenrangú és vele egy emberként dolgozni tudó művésztársak, több egy egyszerű gyerekkönyvnél. Hatásos "csodafegyver” a mai gyerekek és szüleik, nagyszüleik egyik közös réme, a diszlexia, az olvasási nehézségek ellen. (…) Egy bizonyos: ez a könyv kiváló, mert spontán és könnyed házi iskola- előkészítő lehet sok-sok, most végzett nagycsoportos óvodás számára. Az pedig szinte természetes, hogy az óvodák házi könyvtárából nem hiányozhat.”

– (Új ember/Mértékadó, Reszkess, diszlexia!, Petrőczi Éva, 2015. június)

## Albumokon szereplő dalok listája
ÁLLATI ZENÉS ABC 1.
1. Állati Zenés ABC 
2. ABC-dal 
3. Aranka, az aranyhal 
4. Birkadal 
5. Csilla, a csini csacsi
6. Dongóbolt 
7. A lármás egér 
8. Farkaséhes vagyok 
9. Gertrúd és Gerzson, a gerlepár 
10. Hédi, a válogatós hattyú 
11. A hadari jaguar 
12. A kisállatbolt sztárja, a kanári 
13. A tangó-rajongó lajhár 
14. Ezermester Muki, a makákó 
15. Nyuszi-vers 
16. Ökörködöm!
17. Pulykaméreg 
18. Ruca utca 
19. Sáska vagyok, mindent befalok 
20. Mese a tevéről, aki elvesztette a mozijegyét 
21. Ürgetánc 
22. Mit tehet egy veréb?
ÁLLATI ZENÉS ABC 2.
1. A náthás ámbráscet 
2. Nyafka cica 
3. A madzagpedző 
4. A dzs-betűs állat 
5. Az ékszerteknős balladája 
6. Gyugyó, a gyík 
7. Az integetőrák
8. Egy íjhalnak minden új
9. Csak a moly 
10. Nádirigó testvérem 
11. Az oposszum bosszúja 
12. Ó, az óriáskígyó 
13. Az őszapó 
14. A Q-kukac 
15. Szitakötő szamba 
16. Tyúkanyó meséi 
17. Uhuhahota 
18. Úszógumikacsa 
19. Az űrsikló dala 
20. Wobi, az űrvándor 
21. Maxi, a dakszli 
22. Ipszilon, a sárkány 
23. Zebraáruház 
24. Zsizsikes dal
Dalszerzők:
Zene: Födő Sándor “Fodo”
Szöveg: Hegyi György